# Diederik van Sint-Truiden
Diederik van Sint-Truiden, gelatiniseerd Theodericus Trudonensis († Sint-Truiden, 25 april 1107) was een benedictijn en auteur. Hij schreef proza en poëzie in het Latijn en was van 1099 tot 1107 abt van Sint-Truiden.

## Leven
Zijn geboortejaar wordt rond 1040 of 1060 geschat. Hij liep school in de abdij van Sint-Truiden en bracht het tot scholaster. Hij was klein van gestalte en sprak met welluidende stem Nederlands en Frans. Door het conflict na de dood van abt Adelardus II in 1082 week hij uit naar de Sint-Pietersabdij in Gent. Daar schreef hij de heiligenlevens van Trudo en Bavo, maar ook profane poëzie, zoals een lijkdicht van 72  disticha voor zijn geliefde hondje Pitulus.
Op 25 december 1098 werd Diederik door de monniken van Sint-Truiden verkozen tot het abbatiaat. Hij aanvaardde het na enig aarzelen, want de verdreven abt Herman II gaf zijn aanspraken niet onmiddellijk op en wist zich gesteund door de voogden Hendrik I van Limburg en Gijsbrecht van Duras (). Op 30 januari ontving Diederik te Aken de investituur door keizer Hendrik IV en op 7 maart werd hij te Luik gewijd door bisschop Otbertus. De abdijdienaar Guntram leidde een actie tegen Herman, maar werd vermoord. Ondanks deze perikelen herstelde Diederik de kloostertucht en zorgde hij voor het heropbouwen van de verwoeste abdijkerk. In 1102 werden het koor, het transept en de crypte geconsacreerd. Kort vóór zijn overlijden voerde hij op 1 maart 1107 nog de Regel van Cluny in. Zijn vriend en opvolger Rodulf van Sint-Truiden schreef een In memoriam van 86 verzen.

## Werk
Diederik schreef heiligenlevens van Trudo, Bavo en Rumoldus, en ook deze van Landrada en Amalberga worden aan hem toegeschreven. Hij maakte verder een gedicht tegen simonie, getiteld De fratre suo nummo. Een ander dichtwerk is De mirabilibus mundi, waarin hij allerlei opmerkelijke zaken uit de wereld van de natuur bespreekt. Het is een bewerking in 1216 leoninische hexameters van de prozatekst Collectanea rerum memorabilium van Solinus.
In het Evangeliarium van Munsterbilzen is het oudste toneelspel uit de Nederlanden bewaard, Ordo stellae, dat door Jos. Smits van Waesberghe aan Diederik wordt toegeschreven. Het is een driekoningenspel over Herodes.
De handschriften worden bewaard in de Universiteitsbibliotheek Luik.

## Publicaties
- Vita secunda Trudonis Hasbaniensis
- Vita tertia Bavonis Gandensis
- Vita Rumoldi Mechliniensis
- Vita Landradae Belisiensis
- Sermo de translatione Trudonis et Eucherii
- De fratre suo nummo
- De turre Athenis constructa
- Ordo stellae (toegeschreven)

## Voetnoten
1. ↑  J. Smits van Waesberghe, Het grote Herodesspel of Driekoningenspel van Munsterbilzen, 1987, p. 49-72. Contra: Ike de Loos, "Drama als liturgie - liturgie als drama" in: Spel en spektakel. Middeleeuws toneel in de Lage Landen, eds. H. van Dijk en B. Ramakers, 2001, p. 38. Gearchiveerd op 24 maart 2023.